# Patrick McHenry
Patrick Timothy McHenry, född 22 oktober 1975 i North Carolina, är en amerikansk republikansk politiker. Han representerar delstaten North Carolinas tionde distrikt i USA:s representanthus sedan 2005. Sedan 3 oktober 2023 är han tillförordnad talman i USA:s representanthus.
McHenry gick i skola i Ashbrook High School i Gastonia. Han studerade vid North Carolina State University och utexaminerades 1999 från Belmont Abbey College. Han arbetade sedan som fastighetsmäklare.
Kongressledamoten Cass Ballenger kandiderade inte till omval i kongressvalet 2004. McHenry vann valet och var yngst i representanthuset (Baby of the House) från januari 2005 till januari 2009.
McHenry är katolik.